# Max Steel (Zeichentrickserie 2013)
Max Steel ist eine US-amerikanisch-kanadische Zeichentrickserie. Die Sendung wird in Deutschland auf Nickelodeon gesendet.
In den Jahren 2000 und 2001 wurde bereits eine gleichnamige Zeichentrickserie produziert.

## Handlung
Max und Steel, sein neuer außerirdischer Freund, bilden gemeinsam einen Superhelden, Max Steel. Mit den helfenden Max Steel Toys und Max’ übernatürlichen Kräften kämpfen sie gegen den Bösewicht Miles Dread, da sie im Auftrag der geheimen Organisation N-Tek agieren, um die Welt vor der bösen Macht zu retten.

## Produktion und Veröffentlichung
Die Serie wurde zwischen 2013 und 2015 von Nerds Corps Entertainment in den USA und Kanada produziert. Dabei sind nun 3 Staffeln mit 54 Folgen entstanden. Erstmals wurde die Serie am 25. März 2013 auf Disney XD in den Vereinigten Staaten ausgestrahlt. Die deutsche Erstausstrahlung erfolgte am 12. Mai 2013 auf Nickelodeon.

## Synchronisation
Die deutsche Synchronfassung der Serie entstand bei der SDI Media Germany GmbH in Berlin. David Turba verfasste das Dialogbuch und führte, gemeinsam mit Christian Press, Dialogregie bei diesem Projekt.
| Rolle                    | Originalsprecher | deutsche Sprecher |
| ------------------------ | ---------------- | ----------------- |
| Maxwell „Max“ McGrath    | Andrew Francis   | David Turba       |
| Steel                    | Samuel Vincent   | Rainer Fritzsche  |
| Sydney Gardner           | Sarah Edmondson  | Esra Vural        |
| Roberto „Berto“ Martinez | Samuel Vincent   | Jesco Wirthgen    |
| Jason Naught             | Brian Dobson     | Michael Deffert   |
| Molly McGrath            | Nicole Oliver    | Antje von der Ahe |
| Kathrine „Kat“ Ryan      | Kathleen Barr    | Uschi Hugo        |
| Jim McGrath              | Trevor Devall    | Robert Glatzeder  |
| Commander Forge Ferrus   | Michael Dobson   | Peter Flechtner   |
| Makino                   | Michael Dobson   | Klaus Lochthove   |
| Miles Dredd              | Mark Oliver      | Oliver Siebeck    |